# Фридрих Вилхелм фон Йотинген-Катценщайн
Фридрих Вилхелм Ернст фон Йотинген-Катценщайн (на немски: Friedrich Wilhelm Ernst von Oettingen-Katzenstein; * 7 май 1618; † 20 октомври 1677 в Катценщайн, Дишинген) е граф на Йотинген-Балдерн и господар в Катценщайн в Баден-Вюртемберг.
Той е вторият син на граф Ернст I фон Йотинген-Балдерн (1584 – 1626) и съпругата му графиня Катарина фон Хелфенщайн-Визенщайг (1589 – 1638), дъщеря на граф Рудолф II фон Хелфенщайн-Визенщайг (1560 – 1601) и Анна Мария фон Щауфен († 1600).
По-големият му брат Мартин Франц (1611 – 1653) става граф на Йотинген-Балдерн. Фридрих Вилхелм Ернст получава Йотинген-Катценщайн (днес част от Дишинген).
През 1354 г. замъкът Катценщайн е собственост на графовете фон Йотинген. Те залагат замъка на графовете фон Хелфенщайн, които го дават през 1382 г. на Бертхолд фон Вестерщетен. През 1572 г. линията Катценщайн-Вестерщетен изчезва и наследниците им го продават на техните господари, графовете фон Йотинген. През 1648 г. французите подпалват замъка.
Фридрих Вилхелм умира на 20 октомври 1677 г. в Катценщайн на 59 години и е погребан в Кирххайм. Син му
граф Нотгер Вилхелм фон Йотинген-Балдерн подновява отново замъка от 1669 г. и го прави своя резиденция.
След смъртта на последния граф на Йотинген-Балдерн замъкът Катценщайн 1798 г. на княжеската линия Йотинген-Валерщайн.

## Фамилия
Фридрих Вилхелм се жени на 7 януари 1646 г. в Грац, Щирия за фрайин Розина Сузана фон Трюбенек (* 24 юли 1611 в Петау, Щирия, Словения; † 19 май 1664 в Грац), дъщеря на фрайхер Ерасмус фон Трюбенек и фрайин Елизабет фон Херберщайн. Те имат три деца:
- Максимилиан Ернст (* 26 февруари 1647; † (8/9) март 1668 в Регенсбург)
- Нотгер Вилхелм фон Йотинген-Балдерн-Катценщайн (* 24 декември 1650 в Грац; † 6 ноември 1693, Вилинген, Шварцвалд), граф на Йотинген в Катценщайн, генерал-фелдмаршал, женен I. на 10 февруари 1682 г. във Вадерн за фрайин Мария Сидония фон Зьотерн († 23 септември 1691 в замък Балдерн), наследничка на Зьотерн и Дагщул, II. на 7 юли 1692 г. във Виена за Мария Ернестина фон Йотинген-Валерщайн (* 15 септември 1663 във Валерщайн; † 29 април 1714 във Виена)
- Мария Терезия Анна (* 13 юни 1651 в Грац; † 12 август 1710), омъжена на 31 юли 1679 г. в Гльотза граф Франц Ернст Фугер фон Кирхберг-Вайсенхорн (* 18 септември 1648 в Гльот; † 14 март 1711 в Инсбрук)